# Сан Никола (Л'Аквила)
Сан Никола (итал. San Nicola) је насеље у Италији у округу Л'Аквила, региону Абруцо.
Према процени из 2011. у насељу је живело 519 становника. Насеље се налази на надморској висини од 859 м.